# 마크 머더즈보
마크 앨런 머더즈보(영어: Mark Allen Mothersbaugh, 1950년 5월 18일 ~ )는 미국의 작곡가, 싱어송라이터이다. 70년대 이래 뉴웨이브 밴드 디보를 이끌었다. 코미디와 애니메이션 영화들의 사운드트랙도 작업했는데, 대표작으로 《하늘에서 음식이 내린다면》(2009), 《앨빈과 슈퍼밴드 3》(2011), 《21 점프 스트리트》(2012), 《몬스터 호텔》(2012), 《레고 무비》(2014), 《피치 퍼펙트: 언프리티 걸즈》(2015) 등이 있다.

## OST 담당 영화
| 연도 | 제목                            | 감독                                 | 비고               |
| ---- | ------------------------------- | ------------------------------------ | ------------------ |
| 2009 | 하늘에서 음식이 내린다면        | 필 로드, 크리스 밀러                 |                    |
| 2010 | 라모너 앤 비저스                | 엘리자베스 앨런                      |                    |
| 2011 | 앨빈과 슈퍼밴드 3               | 마이크 미첼                          |                    |
| 2012 | 21 점프 스트리트                | 필 로드, 크리스 밀러                 |                    |
| 2012 | 세이프                          | 보아즈 야킨                          |                    |
| 2012 | 임신한 당신이 알아야 할 모든 것 | 커크 존스                            |                    |
| 2012 | 몬스터 호텔                     | 겐디 타르타콥스키                    |                    |
| 2013 | 하늘에서 음식이 내린다면 2      | 코디 캐머런, 크리스 펀               |                    |
| 2013 | 라스트베가스                    | 존 터틀타웁                          |                    |
| 2014 | 레고 무비                       | 필 로드, 크리스 밀러                 |                    |
| 2014 | 22 점프 스트리트                | 필 로드, 크리스 밀러                 |                    |
| 2015 | 피치 퍼펙트: 언프리티 걸즈      | 엘리자베스 뱅크스                    |                    |
| 2015 | 베케이션                        | 조너선 골드스타인 존 프랜시스 데일리 |                    |
| 2015 | 몬스터 호텔 2                   | 겐디 타르타콥스키                    |                    |
| 2015 | 앨빈과 슈퍼밴드: 악동 어드벤처  | 월트 베커                            | 크리스토프 벡 후임 |